# Sant'Urbano
Sant'Urbano est une commune italienne de la province de Padoue, dans la région Vénétie.

## Administration
| Période                                  | Période  | Identité        | Étiquette | Qualité |
| ---------------------------------------- | -------- | --------------- | --------- | ------- |
| 2012                                     | En cours | Augusto Sbicego |           |         |
| Les données manquantes sont à compléter. |          |                 |           |         |

### Hameaux
Carmignano, Ca' Morosini, Balduina.

### Communes limitrophes
Barbona, Granze, Lendinara, Lusia, Piacenza d'Adige, Vescovana, Vighizzolo d'Este, Villa Estense.